# Martin Červinka
Martin Červinka (* 3. června 1962, Mladá Boleslav) je hledač hudebních talentů, od roku 2012 vlastník a umělecký ředitel nahrávací společnosti SinglTon. Stál na začátku kariéry interpretů Jelen, David Stypka, Debbi, Tomáš Klus, Marek Ztracený, Jana Kirschner, Ewa Farna, Michal Hrůza, Mandrage, Chaozz, Lunetic a mnoha dalších. 

## Studium a začátky ve výtvarném umění
V letech 1977–1981 vystudoval Střední průmyslovou školu textilní v Liberci. Po návratu z vojny v roce 1984 nastoupil do podniku DÍLO (Český svaz výtvarných umělců). Po Sametové revoluci založil vlastní galerii Art Studio Liberec, která se zabývala prodejem uměleckých děl. Působil v ní až do roku 1995.

## Aktivní hudebník
Na začátku devadesátých let založil libereckou kapelu Solomon Bob, která byla populární v rámci regionu. Červinka v ní hrál na kytaru, zpíval a byl výhradním autorem. Své fungování ukončila skupina v roce 1996 vydáním alba Něco ti dám. V roce 2012 se jednorázově znovu sešla a odehrála vzpomínkový koncert v Liberci. Červinka v letech 1993–1994 vystupoval s Ivo Pospíšilem a jeho skupinou Garáž. Společně vydali stejnojmenné album (Garáž 1994).

## Objevování budoucích hvězd
V roce 1996 začal pracovat pro nahrávací společnost Polygram, pozdější Universal Music. Spolu s Ivo Pospíšilem ze skupiny Garáž a Ivanem Králem. Zaměřoval se na vyhledávání hudebních talentů. Během dvanácti let pomohl nastartovat kariéry interpretů a skupin, jako jsou Jana Kirschner, Michal Hrůza, Mandrage, Ewa Farna, Chaozz, Lunetic, Vladivojna La Chia nebo Black Milk. Stál také za comebackem Heleny Vondráčkové s albem Vodopád v roce 2000. V letech 1998 až 2008 působil v Universal Music jako umělecký ředitel.
Mezi lety 2008 a 2012 byl uměleckým ředitelem v Sony Music, kde svou činnost rozšířil o kompletní managerskou podporu jednotlivých interpretů. S jeho pomocí se poprvé prosadili Tomáš Klus, Marek Ztracený nebo Debbi.
Od roku 2012 vlastní nahrávací společnost SinglTon, ve které je zároveň uměleckým ředitelem. Pod její vydavatelskou i manažerskou záštitou jsou např. Jelen, Debbi, David Stypka, Lipo, Kateřina Marie Tichá nebo Poetika. 
Spolupracoval také na několika albech Miroslava Žbirky (Meky, Modrý album, Dúhy) nebo na albu Ohrožený druh a Kudykam textaře Michala Horáčka.